# Mary Poppins ritorna
Mary Poppins ritorna (titolo dell'edizione originale in lingua inglese: Mary Poppins Comes Back) è il secondo libro della serie di libri per ragazzi, scritto dalla scrittrice australiana Pamela Lyndon Travers, ed illustrato da Mary Shepard.
Fu pubblicato l'anno successivo a quello di Mary Poppins, nel 1935, ma ebbe meno successo rispetto al precedente.
Il libro ha sempre come protagonista la bambinaia magica, che, nel libro precedente, se ne era andata.
Pamela Lyndon Travers pubblicò, dopo questo, anche un altro libro della serie, intitolato Mary Poppins apre la porta.

## Trama
Niente è andato per il verso giusto da quando Mary Poppins ha lasciato il numero 17 del Cherry Tree Lane. Un giorno, quando la signora Banks manda i bambini al parco, Michael fa volare il suo aquilone tra le nuvole. Tutti sono sorpresi: quando Michael tira in aria il suo aquilone, Mary Poppins è all'altro capo del filo. 
Prende nuovamente in mano i bambini (anche se rimarrà "finché la catena del suo medaglione non si spezza"). Questa volta, Jane e Michael incontrano la temibile signorina Andrew, fanno esperienza di una festa a testa in giù e visitano un circo nel cielo. Nel capitolo "Un nuovo arrivo" una ragazza, Annabella, nasce nella famiglia Banks. Durante il libro i bambini faranno la conoscenza del bizzarro cugino di Mary, Arthur Turvy, che ha una specie di maledizione: ogni secondo mercoledì del mese fa il contrario di tutte le cose che desidera fare, ad esempio se vuole stare in casa si ritrova magicamente appeso alla finestra. A casa del signor Turvy abita anche la signora Tarlet Topsy, e i due, all'apparenza pieni di astio, si sposeranno. 
All'arrivo della magica tata, Jane finisce dentro il vaso di Capodimonte posto sulla mensola della sua camera, nel mezzo del suo venerdì disgraziato, e solo con l'aiuto di Mary Poppins riesce a tornare a casa. 
Durante la serata libera di Mary, i bambini e la tata si recano in un circo nelle stelle, organizzato per celebrare proprio Mary Poppins. Quando i bambini e la tata vanno a fare compere per la signora Banks, finiscono in una strada del parco che non conoscevano, dove incontrano la signora dei palloncini, che dice loro di scegliere attentamente il palloncino poiché solo se comparirà il nome dell'acquirente sul pallone esso potrà librarsi in cielo. I sei, compresa Mary Poppins, volano così in cielo fino ad arrivare a casa.
Come in Mary Poppins, Mary parte alla fine (attraverso una giostra incantata), ma questa volta con un "biglietto di ritorno, per ogni evenienza" con cui deve tornare.

## Curiosità
- Nel capitolo Palloni e palloni l'illustratrice, Mary Shepard, ha inserito se stessa e P. L. Travers tra le persone che volano con i palloncini. Sono infatti le due donne che si tengono a braccetto e volano insieme.

## Edizioni
- Mary Poppins ritorna, I delfini, Fabbri editori.
- Mary Poppins ritorna, Bompiani.
- Mary Poppins ritorna, Rizzoli.